# Banca statale dell'URSS
La Banca statale dell'URSS (in russo Государственный банк СССР?, Gosudarstvennyj Bank SSSR), comunemente abbreviata in Gosbank (Госбанк), era la banca centrale dell'Unione Sovietica e l'unica banca esistente in tale nazione fra gli anni trenta ed il 1987. La Gosbank era una delle tre autorità economiche dell'URSS, insieme al Comitato statale per la Pianificazione (Gosplan) e al Comitato per la Fornitura di Materiali Tecnici (Gossnab). La Banca collaborava strettamente con il Ministero delle Finanze per redigere il bilancio statale.

## Storia
La fondazione della Banca rientrava nella NEP. Nel 1921 il Comitato esecutivo centrale panrusso approvò la fondazione di una banca statale della RSFS Russa. Questa deliberazione fu seguita nello stesso anno da un'altra simile presa dal Consiglio dei commissari del popolo. La Banca iniziò l'attività nel novembre del 1921. 
Nel 1923 fu trasformata nella Banca statale dell'URSS e fu posta sotto l'autorità del Commissario del popolo per le finanze.
Lo Stato sovietico usò la Gosbank, soprattutto come strumento per imporre il controllo generalizzato sull'industria, utilizzando i movimenti sui conti bancari per tenere sotto controllo l'attività delle singole imprese e verificarne la rispondenza ai piani quinquennali e alle direttive. La Gosbank non operò mai come banca commerciale per massimizzare il profitto ma solo come strumento della politica statale.
La Gosbank era il centro unico per tutta l’URSS che batte moneta, compiva operazioni di cassa e di pagamento, nonché la banca fondamentale per operazioni di credito e di finanziamento dell’economia e alla popolazione. Fino al 1922 le sue funzioni erano limitate a concessioni di credito e pagamenti. Dall'11 ottobre 1922 alla Gosbank fu riconosciuto per decreto del Sovnarkom il diritto di emettere biglietti bancari (vedi nota precedente), quindi banconote vere e proprie. Gli altri istituti di credito sovietici non possedevano tale diritto.
Nel 1931 Boris Berlackij, un alto funzionario della Banca, fu processato per il reato di "sabotaggio" all'interno del processo del 1931 contro i menscevichi.
Nell'ambito della perestroika di Michail Gorbačëv furono fondate altre banche, fra cui la Promstrojbank ("Banca sovietica per l'impiantistica"), la Žilstojbank ("Banca sovietica per l'edilizia residenziale"), la Agrobank ("Banca agricola dell'URSS"), la Vnešėkonombank ("Banca sovietica per il commercio estero") e la Sberbank ("Cassa di risparmio dell'URSS").

## Funzioni
In quanto importante istituto economico, il governo sovietico utilizzò la Gosbank in tutte le fasi di sviluppo dello Stato sovietico: a partire dall’eliminazione degli elementi capitalistici e al rafforzamento del sistema socialista fino agli ultimi anni. La Gosbank:
- Emetteva denaro contante e organizzava la circolazione monetaria nel Paese;
- Concedeva prestiti a breve e a lunga scadenza ad istituti così come al singolo cittadino;
- Organizzava il risparmio;
- Compieva pagamenti all’interno dei vari settori dell’economia nazionale;
- Verificava la disponibilità di cassa del bilancio statale;
- Compieva pagamenti e prestiti internazionali nonché operazioni in metalli preziosi e valuta straniera.

## Statistiche
La Gosbank dell’URSS era la più grande banca del mondo: nel 1970 contava 15 sezioni per ogni repubblica dell’URSS, 200 sedi regionali e provinciali e 4.135 uffici, che servivano circa 978.000 fra aziende e singoli cittadini, con circa 4,2 milioni di conti aperti. Sempre nello stesso anno concedeva ai vari settori economici 934 miliardi di rubli in prestiti a breve scadenza, circa 3 miliardi in prestiti a lunga scadenza e oltre 12 miliardi (se si escludono le operazioni congiunte con la Strojbank SSSR, banca in cui erano concentrati il 70-75% degli investimenti nella sfera abitativa, sanitaria, produttiva e culturale) in finanziamenti. Il volume dei pagamenti che interessava la banca nello stesso anno era di 1.480 miliardi di rubli. Questi dati inoltre si sono evoluti enormemente col tempo.